# Lycalopex culpaeus lycoides
Lycalopex culpaeus lycoides, comúnmente llamado zorro fueguino, zorro culpeo fueguino o zorro colorado fueguino, es una de las subespecies en que se divide la especie Lycalopex culpaeus, un cánido que habita en el oeste y sur de América del Sur.

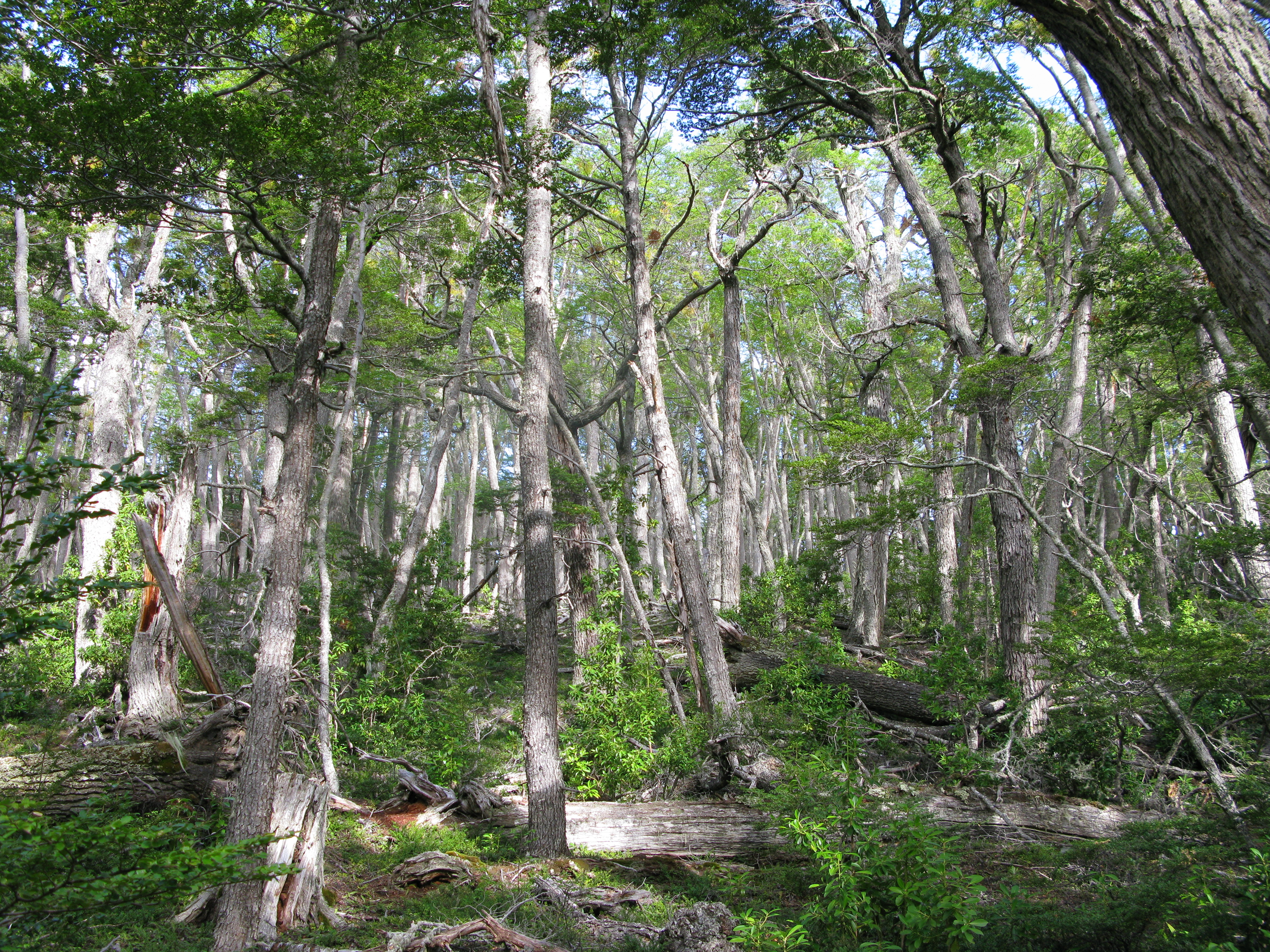
Aspecto del interior de los bosques del distrito fitogeográfico subantártico magallánico en el parque nacional Tierra del Fuego, en la isla Grande de Tierra del Fuego; uno de los hábitats adecuados para esta subespecie.

## Descripción
Esta es la subespecie más grande y más pesada de todas las que integran la especie Lycalopex culpaeus. Algunos machos llegan a tener 156 cm de longitud corporal, siendo en esta medida el largo de la cola 53 cm.
Su pelaje también es más denso y largo que el de las otras subespecies, por lo cual es muy empleado en peletería, en donde se la trata como una especie propia: zorro fueguino. Esta subespecie tiene el aspecto de un zorro robusto, de cabeza y patas rojizas, vientre, cuello y boca blancos y lomo gris rayado de negro. La cola está muy poblada de pelos grises que se vuelven negros en su punta. Es el segundo cánido más grande de Sudamérica con hasta 14 kg de peso.

## Hábitat
Habita en montañas, praderas, estepas arbustivas, desiertos, y bosques. 

## Distribución
Se distribuye en el archipiélago de Tierra del Fuego, en el extremo austral del continente americano, siendo el cánido más austral del mundo. Habita en todos los hábitats de la isla Grande de Tierra del Fuego y en la isla Hoste, Fue extirpada en tiempos históricos de la isla Gable. Aunque cuenta con hábitat favorable para esta subespecie, no se encuentra presente en la isla Navarino ni en otras islas australes, las cuales no logró alcanzar por estar separadas de sus poblaciones por los fríos y profundos canales del Pacífico.

## Alimentación
Se alimenta de roedores, conejos, aves y lagartos, y en menor medida de plantas y carroña.
Se observaron ataques en solitario del zorro culpeo fueguino (el cual posee dimensiones corporales respetables) para dar caza a crías e incluso subadultos de guanacos, con una disparidad entre predador y presa de 14 kg y hasta 40 kg en el guanaco joven. Este comportamiento era desconocido hasta 2007 cuando se empezó a observarlo en el parque natural Karukinka, en la isla Grande de Tierra del Fuego. Los científicos estipulan la razón de la supuesta nueva depredación a causa de la adversa condición climática de la isla, que hace escasear el alimento y debilita a los animales. También se piensa como factor la ausencia de pumas en esa isla, lo que permite ocupar al zorro el nicho ecológico de este. Por último se presume que este comportamiento no es nuevo, ya que el zorro es nocturno, hábito que le permite cobrar la mayoría de sus presas, pero dificulta la observación. 
Ante la amenaza del zorro colorado los guanacos recurren a estrategias de cooperación para proteger a sus crías, desarrollando una formación de escudo, un círculo alrededor de los vulnerables. Si tiene éxito logran alejar al cánido a patadas, algo que es imposible hacerlo frente a un puma
En algunas zonas muy antropizadas ataca a los rebaños de ovejas, razón por la cual ha sido perseguido duramente por los ganaderos, que le disparan o envenenan carroñas. Como consecuencia de esto, se ha vuelto muy raro en algunas zonas y en otras se ha extinguido.